# Visual Objects
Visual Objects is een programmeertaal waarmee programma's voor Microsoft Windows gebouwd kunnen worden.
Hoewel geschikt om elk type software mee te bouwen, is het product vooral gericht op de ontwikkeling van databaseprogramma's. Het was door de fabrikant, Nantucket, bedoeld als opvolger van Clipper, dat inmiddels (via externe bibliotheken) al wel grafische mogelijkheden bood, maar geen echte Windowsprogramma's kon maken. Het werd echter pas in november 1994 uitgebracht, nadat Nantucket in 1992 aan Computer Associates verkocht was, en ondervond toen sterke concurrentie van Borland's Delphi.
Met dit product, dat tijdens de ontwikkeling de codenaam Aspen droeg, werd objectgeoriënteerd ontwikkelen binnen een grafische gebruikersomgeving mogelijk, terwijl tevens de Clippersyntaxis gebruikt kon blijven worden.
Het pakket wordt tegenwoordig ontwikkeld en op de markt gebracht door GrafXSoft.

## Vulcan.NET
In 2007 kwam er een uitbreiding op VO op de markt genaamd "Vulcan.NET". Deze Microsoft Visual Studio-add-in maakt het mogelijk in VO-syntaxis te programmeren in .NET met Visual Studio als ontwikkelomgeving. Hierdoor komen alle .Net classes en controls ook beschikbaar in Visual Objects.
ABAP ·
ABC ·
ActionScript ·
Ada ·
Algol ·
APL ·
assembleertalen ·
AWK ·
B ·
BASIC ·
BCPL ·
C ·
C++ ·
C# ·
Clean ·
Clipper ·
COBOL ·
COMAL ·
Curry ·
D ·
Eiffel ·
Erlang ·
F# ·
Forth ·
Fortran ·
Go ·
Haskell ·
Icon ·
J# ·
Java ·
Julia ·
Kotlin ·
Lisp ·
Logo ·
Lua ·
m4 ·
ML ·
Modula-2 ·
Oberon ·
Object Pascal ·
Objective-C ·
Ocaml ·
Oz ·
Pascal ·
Perl ·
PHP ·
PL/I ·
PL/SQL ·
Prolog ·
Prova ·
Python ·
Rexx ·
RPG ·
Ruby ·
Rust ·
SAS ·
Scala ·
Scheme ·
Self ·
Simula ·
Smalltalk ·
Swift ·
TCL ·
TypeScript ·
Vala ·
Visual Basic ·
Zig